# Саквояж

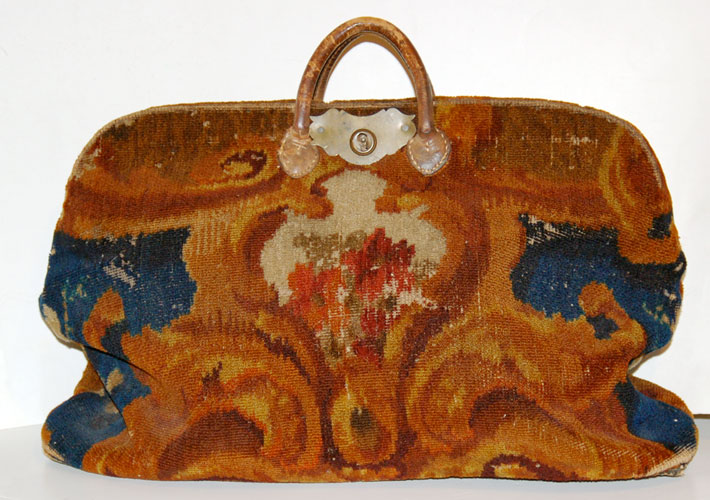
Американский саквояж эпохи Реконструкции Юга

Саквоя́ж (фр. sac (de) voyage — буквально сумка (для) путешествия/поездки) — багажная принадлежность, как правило, кожаная. Сумка среднего или чуть больше среднего размера с небольшой ручкой.
Прообразом современного саквояжа была обычная багажная сумка, выполненная из уцелевших частей старого ковра. Именно поэтому прародителей современного саквояжа в США называли «ковровыми сумками» (англ. Carpetbag). Не купить сумку саквояж в Америке 1840−1850-х годов мог только несовременный человек, которого не увлекало такое новшество, как путешествие по недавно проложенным железным дорогам. Позже дорожный саквояж стал востребован не только из-за своей дешевизны, но и из-за практичности и долговечности, ведь его тканевая основа была заменена на дорогостоящую кожу. Таким образом, купить саквояж теперь могли себе позволить только лишь обеспеченные люди.
Вместе с тем, после Гражданской войны в США производное от слова саквояж — саквояжник (или карпетбеггер) приобрело на Юге негативный оттенок — так именовали северян, прибывших в южные штаты налегке (весь их багаж состоял из саквояжа) и старавшихся за бесценок скупать собственность обнищавших южан.